# Tomáš II. ze Saluzza
Tomáš II. ze Saluzza (1304 – 18. srpna 1357) byl markrabětem ze Saluzza jako syn a dědic Fridricha I. ze Saluzza.
Jeho matkou byla Markéta de La Tour du Pin, dcera Humberta I. z Viennois.
jeho následnictví bylo zpochybňováno jeho strýcem Manfrédem. Následná válka byla částí velkého Guelfsko-ghibellinského konfliktu. Tomáš, který se oženil se členkou rodiny Visconti, byl Ghibellin, Manfréd byl Guelf, podporovaný angevinským králem Robertem Neapolským. Robert oslabil Ghibelliny (a Viscontiny) na severu, postupoval na Saluzzu a oblehl ji. Podařilo se mu město dobýt, vyplenit, zapálit a zajmout Tomáše. Celá dramatická událost byla zaznamenaná Silviem Pellicem.
V srpnu 1347 se Jan II. z Montferratu a Humbert II. z Viennois spojili, zaútočili na Savojsko a dobyli po Robertově smrti majetky rodu Anjou v severní Itálii. Smlouva z roku 1348, která vyřešila tuto válku, neuspokojila žádného účastníka. Tomáš byl nyní oddaný Milánu, stejně jako jeho předchůdci Savojsku.

## Manželství a potomci
Tomáš se oženil s Ricciardou Viscontiovou, dcerou Galeazza I. Viscontiho, milánského lorda, a Beatrix d'Este, dcery Obizza II. d'Este, markraběte z Ferrary. Tomáš měl s Ricciardou jedenáct dětí:
- Fridrich II. ze Saluzza
- Galeazzo ze Saluzza
- Azonne ze Saluzza
- Eustacchio ze Saluzza
- Luchino ze Saluzza
- Constanza ze Saluzza
- Giacomo ze Saluzza
- Luchina ze Saluzza
- Beatrice ze Saluzza
- Pentesilea ze Saluzza
- Anna ze Saluzza